# Metro van Pyongyang
De metro van Pyongyang (Hangul: 평양 지하철; P'yŏngyang Chihach'ŏl) is een metronetwerk met twee lijnen dat een belangrijke schakel is in het openbaar vervoer in de Noord-Koreaanse hoofdstad Pyongyang. Dagelijks nemen zo'n 700.000 mensen de metro.
De bouw van de metro begon in 1968. Bij de bouw werd gebruikgemaakt van gevangenen. Bij het bouwen van een tunnel onder de rivier de Taedong gebeurde een groot ongeluk, waarbij volgens sommige bronnen ongeveer 100 doden vielen. Overigens is de tunnel onder de rivier nooit in gebruik genomen.

## Netwerk
Het huidige netwerk omvat twee lijnen:
- Chŏllima. Genoemd naar een paard uit de Koreaanse mythologie. Lengte ca 12 kilometer. De bouw van deze lijn begon in 1968 en de exploitatie begon in 1971. In station Jŏnu (Kameraad) kan overgestapt worden op de andere lijn.
- Hyŏksin. Lengte ca 10 kilometer. De exploitatie begon in 1975. In station Jŏnsŭng (Triomf) kan overgestapt worden op de andere lijn.

De stations in het netwerk zijn niet genoemd naar hun locatie, maar naar propagandistische thema's.
Alle stations liggen onder de grond. Het ontwerp van het netwerk is gebaseerd op metronetwerken in andere (voormalig) communistische landen, met name de metro van Moskou. Net als in Moskou heeft de metro van Pyongyang zeer diepe stations, grote halte-afstanden en middenperrons. Ook de rijke versieringen en propagandistische kunst in de stations doen denken aan de metro van Moskou.
De stations kunnen ook dienstdoen als schuilkelder en zijn daarom voorzien van dikke stalen deuren. Volgens sommige bronnen herbergt de metro ook grote militaire installaties en/of metrolijnen speciaal voor de overheid, maar zoals bij veel zaken in Noord-Korea bestaat daar grote onduidelijkheid over.

## Materieel
Voor de metro in Pyongyang werd nieuw materieel type DK4 besteld. Hoewel Noord-Korea claimt dat het in het land zelf werd gebouwd, wordt er in het buitenland van uitgegaan dat het gebouwd werd bij een Chinese fabrikant. Eén treinstel bestond uit vier rijtuigen. In 1998 is een aantal van deze treinstellen echter verkocht aan de metro van Peking, waar ze in formaties van drie rijtuigen dienstdoen op de nieuwe metrolijn 13.
Sinds deze verkoop wordt de metro geëxploiteerd door tweedehands metrostellen die oorspronkelijk op de Berlijnse metro reden. Het gaat om twee typen:
- GI ("Gisela"), voormalig Oost-Duits materieel, gebouwd tussen 1978 en 1982.
- D ("Dora"), voormalig West-Duits materieel, gebouwd tussen 1957 en 1965.

In Pyongyang rijden de treinen in een nieuwe kleurstelling. Alle Duitse reclame-uitingen zijn verwijderd uit de treinen en vervangen door portretten van de leiders van het land. De Berlijnse metrotreinen type Gisela hebben van 1997 tot 2001 gereden, het Dora-materieel is nog altijd te vinden op het metronet.

## Exploitatie
Aanvankelijk reed de metro om de paar minuten. Er bestaat echter veel onduidelijkheid over de huidige exploitatie van de metro. Sommige bronnen zeggen dat de metro grote delen van de dag stilligt vanwege de grote stroomtekorten in het land.
In 2010 werden zes stations van het metronetwerk opengesteld voor toeristen en vanaf 2014 kunnen toeristen alle stations gebruiken.